# 엄길청의 성공시대
엄길청의 성공시대는 KBS 해피FM에서 엄길청 교수의 진행으로 매일 아침 6시 5분에 방송했던 라디오 경제 드라마 프로그램이다.
2003년 10월 20일에 KBS 라디오 가을개편으로 첫방송을 시작해 역대로 방송 분량이 변경되어 방송됐으나 2007년 4월 15일 방송을 마지막으로 4년 만에 폐지되었다.

## 진행
- 엄길청